# Listă de accidente ecologice
Aceasta este o listă de accidente ecologice:
- Accidentul de la uzina de aluminiu din Ajka
- Dezastrele ecologice de pe Tisa
- Dezastrul de la Certej
- Scurgerea de cianură de la Baia Mare (2000)
- Dezastrul ecologic de la Geamăna